# Silentium Amoris
Silentium Amoris ist das dritte Studioalbum der US-amerikanischen Band William Control, welches am 2. April 2012 unter dem Label Control Records erschien.
Die erste Singleauskopplung des Albums Kiss Me Judas wurde am 27. März 2012 veröffentlicht.

## Titelliste
1. Achtung – 1:23
2. We Are Lovers – 3:33
3. Kiss Me Judas – 4:21
4. I Am Your Jesus – 3:36
5. The Velvet Warms and Binds – 4:59
6. Letters to the Other Side – 3:42
7. Come Die with Me – 4:27
8. Atmosphere – 4:13
9. Omnia Vincit Amor – 4:33
10. Romance & Devotion – 3:57
11. True Love Will Find You in the End – 2:04
12. Failure of All Mankind – 5:12
13. Silentium Amoris – 1:22